# Socket 370
Интерфейс Socket 370 был представлен компанией Intel 4 января 1999 года вместе с первыми процессорами Celeron в корпусе PPGA, для которых он и предназначался. Позднее Socket 370 пришёл на смену интерфейсу Slot 1 и в процессорах Intel Pentium III.

## Общие сведения
С развитием технологии производства микропроцессоров появилась возможность интегрировать кэш-память второго уровня непосредственно в кристалл процессора без значительного увеличения стоимости производства. Недорогие процессоры Celeron при переходе на ядро Mendocino в 1998 году получили 128 Кб интегрированной кэш-памяти второго уровня. При этом отпала необходимость использования процессорной платы, которая теперь лишь увеличивала стоимость производства процессоров Celeron. С целью снижения стоимости производства и укрепления позиций компании Intel на рынке недорогих процессоров в начале 1998 года были представлены процессоры Celeron в корпусе PPGA и разъём Socket 370, для установки в который они предназначались.
Socket 370 представляет собой гнездовой разъём с нулевым усилием установки (ZIF) с 370 контактами. Контактные отверстия расположены в шахматном порядке с шагом 2,54 мм между отверстиями, расположенными в одном ряду и расстоянием между рядами 1,252 мм. Ряды нумеруются цифрами от 1 до 37 и буквенными индексами от A до AN (из нумерации исключены буквы I и O). Для предотвращения неправильной установки процессора, в первом ряду отсутствуют два отверстия — A1 и AN1.
Разъём Socket 370 использовался следующими процессорами: Intel Celeron (Mendocino, Coppermine, Tualatin) и Pentium III (Coppermine, Tualatin), а также VIA Cyrix III и C3.

## Типы разъёмов Socket 370
Существовало три типа разъёмов Socket 370: PPGA, FCPGA и FCPGA2, несовместимых между собой по контактам. Так, например, процессор FCPGA2 не способен работать в разъёме FCPGA (при этом обратная совместимость сохранена). Процессор PPGA не работоспособен в разъёме FCPGA2.
Различия между разъёмами заключаются в изменении назначения некоторых контактов и задействовании ранее зарезервированных.
Процессоры всех трёх типов электрически и логически совместимы между собой, что позволяет модифицировать устаревшие системные платы и слоткеты с целью обеспечения возможности использования более новых процессоров.
Существуют также переходники FCPGA—FCPGA2, позволяющие использовать новые процессоры в старых системных платах.

### PPGA
Изначальный вариант разъёма Socket 370, предназначенный для процессоров Intel Celeron на ядре Mendocino. 

### FCPGA
По сравнению с предыдущим разъёмом были внесены следующие изменения:
- Сигнал сброса перенесён на ранее заземлённый контакт (таким образом, процессор FCPGA, установленный в разъём PPGA постоянно находится в состоянии сброса).
- Один из ранее заземлённых сигналов задействован в качестве ключевого (при наличии заземления процессор FCPGA также постоянно находится в состоянии сброса).

Данный разъём предназначен для процессоров Intel Pentium III и Celeron на ядре Coppermine, а также для процессоров VIA Cyrix III и C3 на ядрах Samuel2 и Ezra.

### FCPGA2
По сравнению с FCPGA были внесены следующие изменения:
- Понижен уровень сигналов шины с 1,5 В (AGTL+) до 1,25 В (AGTL).
- Введена дифференциальная (differential) синхронизация (по двум синхросигналам). При этом новые процессоры поддерживают как дифференциальную синхронизацию, так и односигнальную (single-ended) синхронизацию, использовавшуюся в процессорах FCPGA.
- Задействованы для управления напряжением питания ранее заземлённые сигналы.
- Сигнал сброса перенесён на ранее заземлённый контакт.

Данный разъём предназначен для процессоров Intel Pentium III и Celeron на ядре Tualatin, а также для VIA C3 на ядре Nehemiah.

## Технические характеристики
- Тип разъёма: гнездовой с нулевым усилием установки (ZIF)
- Число контактов: 370
- Используемая шина: AGTL, AGTL+
- Частота шины, МГц: 66—133
- Напряжение, В: 1,05—2,10
- Поддерживаемые процессоры: Intel Pentium III, Celeron, VIA Cyrix III, C3.
- Поддерживаемые форм-факторы процессоров: PPGA, FCPGA, FCPGA2

### Предельные механические нагрузки
Все процессоры, предназначенные для работы с разъёмом Socket 370, имеют ограничение на механические нагрузки. При несоблюдении нормативов, перечисленных ниже, возможны их механические повреждения и выход из строя.
| Область                         | Динамическая нагрузка      | Статическая нагрузка       |
| Процессоры в корпусе FCPGA      | Процессоры в корпусе FCPGA | Процессоры в корпусе FCPGA |
| ------------------------------- | -------------------------- | -------------------------- |
| Поверхность кристалла           | 890 Н                      | 222 Н                      |
| Края кристалла                  | 667 Н                      | 53 Н                       |
| Процессоры в корпусе FCPGA2     |                            |                            |
| Поверхность теплораспределителя | 890 Н                      | 667 Н                      |
| Края теплораспределителя        | 556 Н                      | Н/Д                        |
| Углы теплораспределителя        | 334 Н                      | Н/Д                        |